# Janelle Parks
Janelle Louise Parks, po mężu Graham (ur. 1 sierpnia 1962 w Kettering) – amerykańska kolarka szosowa, srebrna medalistka mistrzostw świata.

## Kariera
Największy sukces w karierze Janelle Parks osiągnęła w 1986 roku, kiedy zdobyła srebrny medal w wyścigu ze startu wspólnego podczas mistrzostw świata w Colorado Springs. W zawodach tych wyprzedziła ją jedynie Francuzka Jeannie Longo, a trzecie miejsce zajęła Ałła Jakowlewa ze Związku Radzieckiego. Był to jedyny medal wywalczony przez Parks na międzynarodowej imprezie tej rangi. Na rozgrywanych dwa lata wcześniej igrzyskach olimpijskich w Los Angeles wyścig ze startu wspólnego ukończyła na dziesiątej pozycji. Ponadto w 1985 roku zwyciężyła w klasyfikacji generalnej francuskiego Tour de l'Aude Cycliste Féminin, a w 1987 roku zdobyła złoty medal mistrzostw kraju.